# Sugar Mountain
Sugar Mountain és una població dels Estats Units a l'estat de Carolina del Nord. Segons el cens del 2000 tenia 226 habitants.

## Demografia
Segons el cens del 2000, Sugar Mountain tenia 226 habitants, 121 habitatges i 61 famílies. La densitat de població era de 35,8 habitants per km².
Dels 121 habitatges en un 7,4% hi vivien nens de menys de 18 anys, en un 43% hi vivien parelles casades, en un 4,1% dones solteres, i en un 48,8% no eren unitats familiars. En el 35,5% dels habitatges hi vivien persones soles el 8,3% de les quals corresponia a persones de 65 anys o més que vivien soles. El nombre mitjà de persones vivint en cada habitatge era d'1,87 i el nombre mitjà de persones que vivien en cada família era de 2,32.
Per edats la població es repartia de la següent manera: un 6,2% tenia menys de 18 anys, un 18,6% entre 18 i 24, un 27,9% entre 25 i 44, un 28,3% de 45 a 60 i un 19% 65 anys o més.
L'edat mediana era de 43 anys. Per cada 100 dones de 18 o més anys hi havia 114,1 homes.
La renda mediana per habitatge era de 37.500 $ i la renda mediana per família de 50.208 $. Els homes tenien una renda mediana de 26.528 $ mentre que les dones 30.833 $. La renda per capita de la població era de 27.063 $. Entorn del 6,8% de les famílies i el 21% de la població estaven per davall del llindar de pobresa.

## Poblacions més properes
El següent diagrama mostra les poblacions més properes.